# فرشته صدرعرفایی
فرشته صدرعُرفایی (متولد ۸ دی ۱۳۴۱ در تهران) بازیگر، گوینده و عروسک گردان اهل ایران است. وی برای ایفای نقش در فیلم کافه ترانزیت (۱۳۸۳) موفق به دریافت جایزه سیمرغ بلورین برای بهترین بازیگر نقش دوم زن در بیست و سومین دوره جشنواره فیلم فجر شد.

## زندگی
فرشته صدر عرفایی فعالیت هنری خود را از سال ۱۳۵۲ با حضور در کلاس‌های تئاتر و تئاتر عروسکی کانون پرورش کودکان و نوجوانان شروع کرد. از سال ۱۳۶۲ کار خود را در سینما با بازی در نمایش تلویزیونی «ببری طوفان عظیم جنگل» شروع کرد و از آن زمان در ۱۸ مجموعهٔ تلویزیونی و فیلم سینمایی به‌عنوان گوینده و عروسک‌گردان حضور پیدا کرد. عرفایی در فیلم‌های متعددی به ایفای نقش پرداخته است. در عرصهٔ کارگردانی ۴ مجموعهٔ تلویزیونی به نام‌های «لی لی حوضک»، «گربه جله و آقاپسر»، «عید اومد بهار اومد» و «پلیس آسمانی» را ساخته است. همسر سابق او کامبوزیا پرتوی فیلمنامه‌نویس و کارگردان بود.

## آثار

### سینما
| سال  | نام فیلم                | کارگردان        | نقش           |
| ---- | ----------------------- | --------------- | ------------- |
| ۱۴۰۳ | زن و بچه                | سعید روستایی    |               |
| ۱۳۹۹ | قهرمان                  | اصغر فرهادی     | رادمهر        |
| ۱۳۹۸ | شهربانو                 | مریم بحرالعلومی | شهربانو       |
| ۱۳۹۷ | شبی که ماه کامل شد      | نرگس آبیار      | غمناز         |
| ۱۳۹۷ | یلدا                    | مسعود بخشی      |               |
| ۱۳۹۵ | یک کیلو و بیست و یک گرم | رحیم طوفان      |               |
| ۱۳۹۴ | هفت ماهگی               | هاتف علیمردانی  | مادر مهرداد   |
| ۱۳۹۳ | کوچه بی‌نام              | هاتف علیمردانی  | احترام        |
| ۱۳۹۲ | آفتاب، لبه‌های بام       | علی صداقت کریمی | مادر (فاطمه)  |
| ۱۳۹۱ | حوض نقاشی               | مازیار میری     | خانم ناظم     |
| ۱۳۹۰ | به امید دیدار           | محمد رسول اف    |               |
| ۱۳۸۸ | خواب‌های دنباله‌دار       | پوران درخشنده   | خانم همتی     |
| ۱۳۸۷ | بیست                    | عبدالرضا کاهانی |               |
| ۱۳۸۵ | آدم                     | عبدالرضا کاهانی |               |
| ۱۳۸۳ | کافه ترانزیت            | کامبوزیا پرتوی  | ریحان         |
| ۱۳۷۹ | زیر نور ماه             | رضا میرکریمی    | خواهر مجید    |
| ۱۳۷۸ | دایره                   | جعفر پناهی      | پری           |
| ۱۳۷۳ | بادکنک سفید             | جعفر پناهی      | مادر          |
| ۱۳۶۷ | گلنار                   | کامبوزیا پرتوی  | بازیگر عروسکی |
| ۱۳۶۶ | صعود                    | فریدون جیرانی   |               |
| ۱۳۶۵ | روزهای انتظار           | اصغر هاشمی      |               |

### مجموعهٔ تلویزیونی
- عالیجناب ببری، طوفان عظیم جنگل (۱۳۶۳–۱۳۶۲)
- میم مثل مصرف[۲] (۱۳۶۴)
- زاغچهٔ کنجکاو[۳] (۱۳۶۴)
- گنجشگک اشی مشی(۱۳۶۶)
- عید اومد بهار اومد (کارگردان) (۱۳۷۷)
- گربه جله و آقا پسر (کارگردان) (۱۳۷۶)
- پلیس آسمانی (کارگردان) (۱۳۸۰)
- سرزمین مادری (۱۳۹۶–۱۳۸۷)
- سووشون (۱۴۰۱)

فیلم کوتاه
- مراسم (۱۳۹۲)

تئاتر
- نگاهمان می‌کنند - نقش بازیگر (کارگردان: محمدرضا اصلی) (۱۳۹۴و1395)[۴]
- پنج ثانیه برف - نقش بازیگر (کارگردان: مرتضی میرمنتظمی) (1395)[۵]
- در اتاق باد می‌وزد - نقش بازیگر (کارگردان: سجاد تابش) (1398)[۶]

## جوایز و افتخارات
- نامزد دریافت جایزهٔ بهترین بازیگر نقش دوم زن برای فیلم «بادکنک سفید» در سیزدهمین دورهٔ جشنوارهٔ فیلم فجر (۱۳۷۳)
- سیمرغ بلورین بهترین بازیگر زن برای فیلم «کافه ترانزیت» در بیست و سومین جشنوارهٔ فجر (۱۳۸۳)
- تندیس زرین بهترین بازیگر زن برای فیلم «کافه ترانزیت» در نهمین جشن خانهٔ سینما (۱۳۸۴)
- دیپلم افتخار برای فیلم «حوض نقاشی» در جشن انجمن منتقدان سینمای ایران (۱۳۹۲)[۷]
- تندیس زرین و دیپلم افتخار بهترین بازیگر نقش مکمل زن برای فیلم «کوچهٔ بی‌نام» در هجدهمین جشن خانهٔ سینما (۱۳۹۵)[۸]
- سیمرغ بلورین بهترین بازیگر نقش مکمل زن برای بازی در فیلم «شبی که ماه کامل شد» در سی و هفتمین جشنوارهٔ فیلم فجر (۱۳۹۷)[۹]
- برندهٔ تندیس بهترین بازیگر نقش مکمل زن برای بازی در فیلم «شبی که ماه کامل شد» در بیست و یکمین جشن سینمای ایران (۱۳۹۸)[۱۰]
- نامزد تندیس حافظ «بهترین بازیگر زن» برای بازی در فیلم «زیر نور ماه» در پنجمین جشن حافظ (۱۳۸۰)[۱۱]